# بیلی اشن
بیلی اُشن (انگلیسی: Billy Ocean؛ زادهٔ ۲۱ ژانویهٔ ۱۹۵۰) یک خواننده، ترانه‌سرا و موسیقی‌دان اهل ترینیداد و توباگو و انگلستان است. وی از سال ۱۹۷۱ میلادی تاکنون مشغول فعالیت بوده است.
او بیشتر در سبک ریتم اند بلوز و پاپ فعالیت کرده و مشهورترین هنرمند بریتانیایی این سبک در نیمهٔ نخستِ دههٔ ۸۰ میلادی بود. او با ترانه‌هایش، ۴ بار در انگلستان و ۳ مرتبه در آمریکا، بر صدر جداول موسیقی این کشورها ایستاده است.
بیلی اُشن در سال ۱۹۸۵ میلادی و در ۲۷مین دورهٔ «جوایز گرمی» برندهٔ این جایزه در شاخهٔ «بهترین خوانندهٔ مرد در سبک ریتم اند بلوز» شد و در سال ۱۹۸۷ میلادی نامزد دریافت «جایزه بریت» بابت «بهترین هنرمند انگلستان» گردید.
در سال ۲۰۰۲ میلادی، دانشگاه وستمینستر به او «دکترای افتخاری» داد و در سال ۲۰۱۰ میلادی، «جایزه موبو» (جایزهٔ موسیقی سیاهپوستان بریتانیا) بابت «یک عمر فعالیت و موفقیت هنری» به وی تقدیم شد. سرانجام در سال ۲۰۱۱ میلای، پل مک‌کارتنی او را به سِمَتِ همراه و یاری‌رسانِ «انستیتو هنرهای نمایشی لیورپول» انتخاب نمود.
بیلی اُشن یکی از اعضا جنبش راستافار است.